# アジア・パシフィック・ソング・コンテスト
アワー・サウンド - アジア・パシフィック・ソング・コンテスト（Our Sound - Asia-Pacific Song Contest）は、ユーロビジョン・ソング・コンテストを元に構想されていた毎年恒例の音楽コンテストであった。この企画は2007年、アジア地域向けの音楽コンテストのために欧州放送連合がユーロビジョン大会のフォーマットをアジアの会社に売ることを発表したことで初めて明らかになった。各国の国営・公共放送によって運営されるユーロビジョン・ソング・コンテストとは異なり、アジア・パシフィック・ソング・コンテストはシンガポールに拠点を置く商業的ベンチャーであるAsiavision Pte Ltd.によって主催される予定だった。参加する国や地域がそれぞれ選定した楽曲は生放送され、視聴者は他国の楽曲に投票して大会の優勝者を決めることになっていた。
当初はユーロビジョン・ソング・コンテストにならって「アジアビジョン・ソング・コンテスト」というタイトルになるとされていたが、ニュース素材の相互提供を行う「アジアビジョン」という名のシステム（ユーロビジョン・ネットワーク同様のもの）を運用するアジア太平洋放送連合との協議により、コンテストの名前は「アワー・サウンド」へと変更された。
2009年に第1回の開催が予定されていたが、その後2010年秋に延期された。しかしインドのムンバイで決勝が行われるとされていた2010年11月26日当日になっても公式からの発表はないままであり、以後公式サイトにもFacebookページにも音沙汰はない。

## 形式と情報
Asiavision Pte. Ltd.のCEOであるアンドレアス・ゲルラッハ（Andreas Gerlach）は、「このフォーマットはアジア地域と、ポピュラー音楽を愛し国への誇りを持つ地域の人々にとても適している。現在のアジアは経済的、政治的に全てにおいて競争である。ソング・コンテストは多文化間の友好的な競争である。ヨーロッパの例のように、国際的な言語である音楽は、人々を互いに近づけ、地域における相互理解をはぐくむものである」と述べた
アジア・パシフィック・ソング・コンテストは、国ごとの予選から決勝まで6箇月に渡って開催されることになっていた。2009年の第1回の大会には15の国と地域（インド、インドネシア、バングラデシュ、オーストラリア、カンボジア、シンガポール、タイ、大韓民国、台湾、中華人民共和国、日本、フィリピン、ベトナム、香港、マレーシア）が参加を予定していた。この地域には、全地球の人口の半数に相当する30億人、5億世帯が居住している。
| 年   | 大会に初めて参加する国・地域 |
| ---- | --- |
| 2010 | インド、インドネシア、バングラデシュ、オーストラリア、カンボジア、シンガポール、タイ、大韓民国、台湾、中華人民共和国、日本、フィリピン、ベトナム、香港、マレーシア |

## 放送
大会参加国のほか、マカオでも放送が予定されていた。

## その後
2011年11月、アジア太平洋放送連合（ABU）はニューデリーでの総会で、ユーロビジョン・ソング・コンテストに似た「テレビジョン・ソング・フェスティバル」の計画を明らかにしている。翌2012年のソウルでのABU総会に合わせて第1回を開催することを目標とし、責任者として韓国放送公社（KBS）のベ・キヒュン（Kenny Kihyung Bae）が選ばれた。ベは2012年5月のバクーでのユーロビジョン・ソング・コンテスト2012を視察する予定を立てた。ソング・フェスティバルの名称は未定だが「アジアビジョン・ソング・コンテスト」も候補とされていた。 
2012年にはABUは続報を発表し、最終的なイベントの名前は「ABU TV ソング・フェスティバル」となること、第一回フェスティバルは10月14日にソウルで開催されることを明らかにした。このフェスティバルはコンテスト形式はとらず、英語とホスト国の言語（第一回は韓国語）で進行される予定であり、予定通り10月14日にソウルにて開催された。これには日本のPerfumeや韓国の東方神起など11か国の歌手・グループが参加している。